# Ladislav Skokan
Ladislav Skokan (4. července 1933, Moravské Budějovice – 6. března 2017, Ústí nad Labem) byl český geograf.

## Biografie
Ladislav Skokan se narodil v roce 1933 v Moravských Budějovicích, kde vystudoval obecnou školu i místní gymnázium. Následně nastoupil na Hospodářskou fakultu Vysoké školy politických a hospodářských věd v Praze (nynější VŠE v Praze), ale roku 1952 přestoupil a vystudoval geografii na Geografické fakultě Lomonosovovy univerzity v Moskvě. Diplomovou práci napsal pod vedením profesora Isaaka Majergojza, se kterým se spřátelil, a i v důsledku toho se věnoval primárně geografii Sovětského svazu. Po návratu v roce 1957 nastoupil na VŠE, kde přednášel do roku 1990, zpočátku působil jako asistent profesora Miroslava Blažka (1957–1960), následně jako odborný asistent (1960–1974) a konečně jako docent (od roku 1974). Roku 1984 složil rigorózní zkoušku na Univerzitě Karlově. V roce 1990 kdy odešel do Ústí nad Labem na Univerzitu Jana Evangelisty Purkyně, mezi roky 1991 a 1999 byl vedoucím katedry.
Věnoval se primárně ekonomické geografii, věnoval se ale také geografii zemí bývalého Sovětského svazu, dějinám geografie. Publikoval přibližně 580 prací. Věnoval se také popularizaci geografie a 32 let pracoval v redakční radě časopisu Lidé a Země, mezi lety 1971 a 1990 byl také vedoucím redaktorem. V roce 2015 mu byla udělena Medaile Ministerstva školství.

## Dílo
- Slovníček a tabulky k učebnicím zeměpisu. [s.l.]: Státní pedagogické nakladatelství, 1983.
- Geografické tabulky. Praha: Scientia, 2000. 160 s. ISBN 80-7183-211-1.
- Hospodářský zeměpis 2. Praha: Fortuna Libri, 1998. 125 s. ISBN 80-7168-594-1.
- Reálie Ruska. Praha: Fortuna, 2009. 223 s. ISBN 978-80-7373-076-5.
- Úvod do politické geografie. Ústí nad Labem: Univerzita J.E. Purkyně, Přírodovědecká fakulta, 2012. 156 s. ISBN 978-80-7414-467-7.

### Spoluautor
- SKOKAN, Ladislav; JANOUŠEK, Jaromír; SEDLÁČEK, Jiří; KROPÁČ, Zdeněk; CHALOUPKA, Karel; KLIKA, Gustav; MAXOVÁ, Helena. Cestujeme do SSSR. [s.l.]: Sportovní a turistické nakladatelství, 1963. 396 s.
- SKOKAN, Ladislav; PRŮŠA, Jindřich. Sovětský svaz. Průvodce Olympia. [s.l.]: Olympia, 1980.
- SKOKAN, Ladislav; NETOPIL, Rostislav. Geografie SSSR. [s.l.]: [s.n.], 1989. 400 s.
- BRINKE, Josef; SKOKAN, Ladislav; KRAJÍČEK, Libor; HRALA, Václav; PEŠTOVÁ, Jana. Hospodářský zeměpis 1: Pro obchodní akademie a pro obchodní školy. Praha: Fortuna, 1994. 144 s. ISBN 80-7168-188-1.
- ANDĚL, Jiří; SKOKAN, Ladislav; PEŠTOVÁ, Jana. Asie a Evropa. [s.l.]: Prospektrum, 1997. 112 s.